# 蕭美玉
蕭美玉（1985年1月7日—），出生於台灣台中縣，為自行車選手。擅長項目場地賽短距離衝刺、場地賽追逐計時、公路賽終點衝刺，現在主要重點競賽項目是女子場地全能賽。

## 基本資料
- 身高：162公分
- 體重：58公斤
- 學歷：臺中縣外埔國民中學、國立大甲高級中學、國立台灣體育學院(台中市)
- 車齡：國中加入自由車校隊
- 車隊：台中市浩捍車隊

## 個人簡介
被稱為台灣自由車一姐，其在自由車運動的天分，被視為百年難見之奇才。母親為原住民；父親為外省人，在她7歲時因肺癌過世。弟弟蕭世鑫也是自由車選手。2013年和自由車機械師楊振坤結婚。育有一女

## 比賽紀錄
全國運動會500公尺個人計時賽4連霸
- 2006年杜哈亞洲運動會女子個人爭先賽，擊敗中國、南朝鮮選手，名列第四。
- 2006年杜哈亞洲運動會女子500公尺計時賽－銀牌
- 2007年國際自由車環台賽女子冠軍
- 2007年亞洲錦標賽500公尺個人計時賽－金牌
- 2009年亞洲錦標賽公路賽－銀牌
- 2010年廣州亞洲運動會女子500公尺計時賽－銅牌
- 2010年廣州亞洲運動會女子公路賽－金牌
- 2011年世界場地自由車錦標賽場地全能賽－第十八名
- 2011年2011/11/06的哈薩克世界杯場地賽第一站全能賽3KM個人追逐賽項目以03:48.868打破全國紀錄(原紀錄是易芳如在廣州亞運創下的3:49.054)
- 2012年亞洲錦標賽公路賽－金牌(取得倫敦奧運公路賽參賽權)
- 2012年亞洲錦標賽場地全能賽－銀牌(在亞洲區奧運保障名額之內)
- 2012年世界場地自由車錦標賽場地全能賽－第十名(2012/04/07蕭美玉在此次世界錦標賽打破由自己保持的全國紀錄3000m:3:48.701,原紀錄是03:48.868)
- 2012年2012年夏季奧林匹克運動會女子公路賽[1]－第四十九名(超過規定時間[2]),共六十六人參賽,七人未完賽
- 2012年2012年夏季奧林匹克運動會場地全能賽－第十七名,共十八人參賽[3]
- 2014年仁川亞洲運動會場地自由車團體追逐賽，與黃亭茵搭檔－銅牌
- 2014年仁川亞洲運動會場地自由車全能賽 - 金牌

## 外部連結
- 蕭美玉在国际奥林匹克委员会的资料
- 蕭美玉 at Cycling Archives
- 蕭美玉 鐵騎鍍銀
- 2010廣州亞運-亞運中華首獎牌 自由車500公尺計時賽－蕭美玉奪銅
- 2010廣州亞運-中華隊蕭美玉勇奪女子自行車公路賽金牌 （页面存档备份，存于）
- 自由車女子全能賽 蕭美玉再奪奧運資格[永久]
- 蕭美玉倫敦奧運會個人資料
- 大雨來亂!蕭美玉2度摔車咬牙完賽 摔車爆胎狀況不斷 公路賽排名49 （页面存档备份，存于）
- 痛到站不起來 蕭美玉突圍失利